# Cayce (Kentucky)
Cayce es un lugar designado por el censo ubicado en el condado de Fulton en el estado estadounidense de Kentucky. En el Censo de 2010 tenía una población de 123 habitantes y una densidad poblacional de 29,01 personas por km².

## Geografía
Cayce se encuentra ubicado en las coordenadas 36°33′33″N 89°2′3″O / 36.55917, -89.03417. Según la Oficina del Censo de los Estados Unidos, Cayce tiene una superficie total de 4.24 km², de la cual 4.22 km² corresponden a tierra firme y (0.37%) 0.02 km² es agua.

## Demografía
Según el censo de 2010, había 123 personas residiendo en Cayce. La densidad de población era de 29,01 hab./km². De los 123 habitantes, Cayce estaba compuesto por el 98.37% blancos, el 0% eran afroamericanos, el 0% eran amerindios, el 0% eran asiáticos, el 0% eran isleños del Pacífico, el 0% eran de otras razas y el 1.63% pertenecían a dos o más razas. Del total de la población el 0.81% eran hispanos o latinos de cualquier raza.